# جنون الارتياب
جنون الارتياب أو الزَّوَر أو الذُّهان الكبريائي أو البارانويا (بالإنجليزية: paranoia)‏ هو عملية غريزية أو فكرية يعتقد أنها تتأثر بشدة بالقلق أو الخوف، غالبًا إلى حد التسبب بالوهم واللاعقلانية. يتضمن تفكير جنون الارتياب عادةً الاضطهاد، أو الإيمان بالمؤامرات المتعلقة بتهديد محتمل تجاه المريض (أي بالعبارة العامية الأمريكية، "الكل يريد الإيقاع بي"). جنون الارتياب يختلف عن الرهاب، الذي ينطوي أيضًا على خوف غير عقلاني، ولكن عادةً بدون لوم. كثيرًا ما يصاحب جنون الارتياب الاتهامات الباطلة وعدم الثقة العامة بالآخرين. على سبيل المثال، في حين يعتبر معظم الناس أن حادثًا معينًا كان مجرد صدفة أو حادثة عرضية، قد يعتقد الشخص المصاب بجنون الارتياب أنه كان متعمدًا. جنون الارتياب هو أحد الأعراض المركزية للذهان.

## العلامات والأعراض
يُعتبر انحياز العزو من الأعراض الشائعة لجنون الارتياب. عادةً ما يكون لدى هؤلاء الأفراد تصور متحيز للواقع، غالبًا ما يظهرون معتقدات أكثر عدائية. قد يرى الشخص المصاب بجنون الارتياب السلوك العرضي لشخص آخر كما لو كان بقصد أو تهديد.
وجد بحث أُجري على مجموعة من المصابين بجنون الارتياب غير السريري أن الشعور بالعجز والاكتئاب وعزل النفس والتخلي عن الأنشطة هي خصائص يمكن ربطها مع أولئك الذين يعانون من جنون الارتياب بمعدل أعلى. اكتشف بعض العلماء أنواعًا فرعية مختلفة للأعراض المختلفة لجنون الارتياب، بما في ذلك أعراض جنسية واضطهادية ونزاعية ومتعالية.
بسبب السمات الشخصية المريبة والمزعجة لجنون الارتياب، من غير المرجح أن ينجح شخص مصاب بجنون الارتياب في العلاقات الشخصية. يميل الأفراد المصابون بجنون الارتياب إلى أن يكونوا عُزاب. وفقًا لبعض الأبحاث، هناك تسلسل هرمي لجنون الارتياب. أقل أنواع الجنون الارتياب شيوعًا في أعلى التسلسل الهرمي هي تلك التي تنطوي على تهديدات أكثر خطورة. يوجد القلق الاجتماعي في الجزء السفلي من هذا التسلسل الهرمي باعتباره المستوى الأكثر تعرضًا لجنون الارتياب.

## الأسباب

### الأسباب الاجتماعية والبيئية
يبدو أن الظروف الاجتماعية لها تأثير كبير على معتقدات المصابين بجنون الارتياب. استنادًا على البيانات التي جُمعت بواسطة دراسة استقصائية عن الصحة العقلية على سكان مدينة سيوداد خواريز، شيواوا (المكسيك) وإل باسو، تكساس (الولايات المتحدة)، يبدو أن معتقدات جنون الارتياب مُرتبطة بمشاعر العجز ولعب دور الضحية، ومُعززة من جانب الأوضاع الاجتماعية. تتضمن الأسباب المحتملة لهذه التأثيرات الشعور بالإيمان بالسيطرة الخارجية، وعدم الثقة التي يمكن تعزيزها من خلال الوضع الاجتماعي والاقتصادي المتدني. قد يشعر أولئك الذين يعيشون في وضع اجتماعي واقتصادي متدنٍ بسيطرة أقل على حياتهم الخاصة. بالإضافة إلى ذلك، توضح هذه الدراسة أن الإناث يميلون إلى الإيمان بالسيطرة الخارجية بمعدل أعلى من الذكور، ما يجعل الإناث أكثر عرضة لعدم الثقة وتأثيرات الوضع الاجتماعي والاقتصادي على جنون الارتياب.
أفاد «إيمانويل ميسينجر» أن الاستطلاعات كشفت أن أولئك الذين يعانون من أعراض جنون الارتياب يمكن أن تتطور حالتهم من العلاقات الأبوية والبيئات غير الجديرة بالثقة. يمكن أن تشمل هذه البيئات كون الشخص شديد الانضباط والتشدد وغير مستقر. ولوحظ حتى أن «الانغماس بالملذات والدلال (أي ما يثير إعجاب الطفل بنفسه واعتباره شخصًا مميزًا ويستحق امتيازات خاصة)» يمكن أن يساهمان في تطور الحالة عند المريض. تشمل التجارب التي من المرجح أن تعزز أو تظهر أعراض جنون الارتياب زيادة معدلات الإحباط والتوتر وحالة ذهنية ميؤوس منها.
تبين أيضًا أن التمييز قد يوحي بأوهام جنون الارتياب. تظهر التقارير أن جنون الارتياب يتجلى أكثر في المرضى المسنين الذين عانوا من مستويات أعلى من التمييز طوال حياتهم. بالإضافة إلى ذلك، لوحظ أن المهاجرين معرضون كثيرًا لأشكال الذهان. يمكن أن يكون هذا بسبب الآثار المذكورة أعلاه لتعرضهم للتمييز والإذلال.

### الأسباب النفسية
قد تكمن العديد من الأعراض القائمة على المزاج والشعور وهوس الارتياب والذنب وراء جنون الارتياب.
عرّف «كولبي» (1981) إدراك جنون الارتياب على أسس الأوهام الاضطهادية والمعتقدات الخاطئة التي يتجمع محتواها المقترح حول أفكار التعرض للمضايقة والتهديد والإيذاء والقهر والاضطهاد والاتهام وسوء المعاملة والظلم والعذاب والتحقير والتشهير وما إلى ذلك، من خلال الأشخاص الآخرين الحاقدين، سواء أفراد أو مجموعات محددة (صفحة 518). حُددت ثلاث مكونات للإدراك جنون الارتياب من قبل «روبينز وبوست»: 1) شك المصاب دون أساس كافٍ بأن الآخرين يستغلونه أو يسيئون إليه أو يخدعونه؛ 2) الانشغال بالشكوك غير المُبررة حول ولاء الأصدقاء أو الزملاء أو جدارتهم بالثقة؛ 3) عدم ثقة المُصاب بالآخرين بسبب الخوف غير المُبرر من استعمال المعلومات بشكل ضار ضده (1997، صفحة 3).
صُور إدراك جنون الارتياب في علم النفس السريري بشكل شبه حصري على أساس التركيبات الديناميكية النفسية والمتغيرات المزاجية. من وجهة النظر هذه، يُعتبر إدراك جنون الارتياب مظهرًا من مظاهر الصراع أو الاضطراب النفسي الداخلي. على سبيل المثال، اقترح كولبي (1981) أن التحيزات نحو إلقاء اللوم على الآخرين أثناء مواجهة مشكلة ما تعمل على تخفيف الضائقة الناتجة عن الشعور بالإذلال، وتساعد على نبذ الاعتقاد بأن الذات هي المسؤولة عن عدم الكفاءة. يؤكد هذا المنظور النفسي الداخلي أن سبب إدراك جنون الارتياب نابع من عقول الناس (الإدراك الاجتماعي)، ويرفض حقيقة أن إدراك جنون الارتياب قد يكون مرتبطًا بالسياق الاجتماعي الذي يشمل الإدراك. هذه النقطة مهمة للغاية لأنه بعد دراسة أسباب عدم الثقة والشك (إحدى مكونات إدراك جنون الارتياب)، أكد العديد من الباحثين أهمية التفاعل الاجتماعي، خاصةً عند انحراف التفاعل الاجتماعي بشكل خاطئ. بالإضافة لذلك، أشار نموذج لتنمية الثقة إلى أنها تزداد أو تنقص اعتمادًا على التاريخ التراكمي للتفاعل بين شخصين أو أكثر. 
يمكن كشف اختلاف آخر ذي صلة من بين «أشكال الثقة وعدم الثقة المرضية وغير المرضية». وفقا لـ «دويتش»، فإن الاختلاف الرئيسي هو أن الأشكال غير المرضية مرنة وتستجيب للظروف المتغيرة. تعكس الأشكال المرضية التحيزات الإدراكية المُفرطة كما أن الاستعدادات للتسرع بالحكم التي يمكن أن تنشأ وتديمها، هي أخطاء انعكاسية تشابه النبوءة ذاتية التحقق.
اقتُرح وجود «تسلسل هرمي» من جنون الارتياب، إذ يمتد من مخاوف التقدير الاجتماعي المعتدلة، من خلال أفكار المرجعية الاجتماعية، إلى المعتقدات الاضطهادية المتعلقة بالتهديدات الخفيفة والمتوسطة والمعتدلة.

### الأسباب الجسدية
قد ينجم رد فعل جنون الارتياب عن انخفاض الدورة الدموية في الدماغ نتيجة ارتفاع ضغط الدم أو تصلب جدران الشرايين.
يتمتع جنون الارتياب الناجم عن العقاقير والمرتبط بالأمفيتامينات والميثامفيتامينات والمنشطات المماثلة بالكثير من القواسم المُشتركة مع الفصام الارتيابي؛ ما زالت العلاقة قيد الدراسة منذ عام 2012. يكون لجنون الارتياب الذي تسببه العقاقير مآل أفضل من فصام الارتياب بمجرد انقطاعها.
استنادًا على البيانات التي حصل عليها مشروع «نيميسس» الهولندي في عام 2005، كان هناك رابط بين ضعف السمع وظهور أعراض الذهان، الذي استند على بحثٍ تكميلي استمر لمدة خمس سنوات. أعلنت بعض الدراسات القديمة في الواقع إمكانية تطور حالة من جنون الارتياب في المرضى الذين يعانون من حالة تنويم الصمم. مع ذلك، أثارت هذه الفكرة الكثير من الشك خلال فترة ظهورها.

## التشخيص
في الدليل التشخيصي والإحصائي للاضطرابات النفسية، يُشخص جنون الارتياب وفقًا للأشكال التالية: 
- اضطراب الشخصية الزوراني[23]
- فصام ارتيابي (نوع فرعي من الفصام)
- نوع وهام الاضطهاد التابع للاضطراب الوهامي، والذي يُسمى أيضًا « الارتياب التذمري» عندما يكون التركيز على معالجة بعض الظلم من خلال الإجراءات القانونية[24]

وفقا لعلم النفس السريري «بّي. جاي. ماكينا»، «كاسم، فإن جنون الارتياب يشير إلى اضطراب أثار الجدال حول حقيقته، الذي يتمتع بخصائص سريري ودورة وحدود مثيرة للجدل مثلما هو الحال مع كل جوانبه تقريبًا. عند استخدامه كصفة، أصبح جنون الارتياب مرتبطًا بمجموعة متنوعة من الأشكال، من الفصام الارتيابي، من خلال اكتئاب جنون الارتياب، إلى الشخصية الارتيابية - ناهيك عن مجموعة متنوعة من الذهان وردود الفعل والحالات - وهذا فيما يخص الاضطرابات الوظيفية فقط. حتى عند اختصار المصلح إلى بادئته para التي تعني "من جانب"، فإن المصطلح يسبب مشكلةً مثل مفهوم الذهان التخيلي المثير للجدل ولكن المستمر بعناد.»
يعاني ما لا يقل عن 50% من الحالات المُشخصة بالفصام من أوهام مرجعية وأوهام الاضطهاد. قد تكون تصورات وسلوك جنون الارتياب جزءًا من العديد من الأمراض العقلية، مثل الاكتئاب والخرف، لكنها أكثر انتشارًا في ثلاثة اضطرابات عقلية: فصام الارتياب، والاضطراب الوهمي (نوع من وهام الاضطهاد)، واضطراب الشخصية الزوراني.

## نظرة تاريخية
تأتي كلمة جنون الارتياب من الكلمة اليونانية παράνοια، أي «الجنون»، وكلمة παρά «من جانب»، وكلمة νόος  «العقل». استُخدم هذا المصطلح لوصف مرض عقلي يكون فيه الاعتقاد الوهمي هو السمة الوحيدة أو الأبرز. في هذا التعريف، لا يجب أن يكون الاعتقاد اضطهاديًا لتصنيفه على أنه جنون الارتياب، لذلك يمكن تصنيف أي عدد من المعتقدات الوهمية على أنها جنون الارتياب. على سبيل المثال، وفقاً لـ «كريبيلن»، يُصنف الشخص الذي لديه الاعتقاد الوهمي بأنه شخصية دينية مهمة على أنه «مصاب بجنون الارتياب المحض». يرتبط مصطلح «جنون الارتياب» من الكلمة اليونانية «بارا نويو» التي تعني «اختلال» أو «خروج عن المعتاد». مع ذلك، استُخدمت الكلمة بشكل صارم واستُخدمت كلمات أخرى مثل «insanity» أو «crazy» أي الجنون، ابتُكرت هذه الكلمات من قبل «أوريليوس كورنيليوس سيلسوس». ظهر مصطلح «جنون الارتياب» لأول مرة أثناء مسرحيات الممثليين المأساويين (التراجيديين) اليونانيين، واستخدمه أيضًا عدد من المفكريين مثل «أفلاطون» و«أبقراط». لكن، يعادل مصطلح جنون الارتياب كلمة الهذيان أو الحمى الشديدة. في نهاية المطاف، شق المصطلح طريقه خارج اللغة اليومية لألفي عام. سرعان ما جرت إعادة إحياء مصطلح جنون الارتياب بعد ظهوره في كتابات علم تصنيف الأمراض. بدأ ظهوره في فرنسا، مع كتابات «رودولف أغسطس فوجل» (1772) و«فرانسوا بوازييه دي سوفاج» (1759).
وفقًا لـ «مايكل فيلان» و«بادراغ راي وجوليان ستيرن» (2000)، جنون الارتياب والذهان التخيلي هما حالتين تختلفات عن الخرف المبستر وفقًا لكريبيلن، الذي فسر جنون الارتياب على أنه وهم منهجي مستمر ينشأ لاحقًا في الحياة بدون هلوسة أو دورة انتكاس، أي ذهان تخيلي كمتلازمة متطابقة لجنون الارتياب ولكن مع الهلوسة. حتى في الوقت الحاضر، لا يجب أن يكون الوهم مريبًا أو مخيفًا ليُصنف على أنه جنون الارتياب. قد يُشخص فرد مصاب بالفصام الارتيابي الارتياب دون مُعاناته من أوهام الاضطهاد، وذلك ببساطة لأن أوهامه تشير بشكل رئيسي إلى نفسه.

## العلاقات مع العنف
من المتفق عليه بشكل عام أن الأفراد الذين يعانون من الأوهام الارتيابية سوف يميلون إلى اتخاذ إجراءات بناءً على معتقداتهم. هناك حاجة إلى مزيد من البحث حول أنواع معينة من الإجراءات المطلوبة بناءًا على أوهام جنون الارتياب. قام بعض الباحثين بمحاولات لتمييز الأنواع المختلفة من الإجراءات الناتجة عن الأوهام. قام «ويسلي» وآخرون (1993) بفعل ذلك من خلال دراسة الأفراد ذوي الأوهام الذين قام نصفهم باتخاذ إجراءات أو تصرفوا نتيجة لهذه الأوهام وفقًا للتقارير. مع ذلك، فإن تلك الأفعال لم تكن ذات طبيعة عنيفة بشكل عام في معظم التقارير. لاحظ المؤلفون أن دراسات أخرى مثل تلك الخاصة بـ «تايلور» (1985)، أظهرت أن السلوكيات العنيفة كانت أكثر شيوعًا في أنواع معينة من الأفراد المصابين بجنون الارتياب، خاصة أولئك الذين يُعتبرون عدوانيين مثل السجناء.
وجد باحثون آخرون ارتباطات بين السلوكيات المسيئة للطفولة وظهور السلوكيات العنيفة لدى الأفراد المصابين بالذهان. يمكن أن يكون هذا نتيجة عدم قدرتهم على التعامل مع العدوان مثل الأشخاص الآخرين، خاصة عند التعرض باستمارا للتهديدات المحتملة في بيئتهم. اقتُرح أن الانتباه للتهديد بحد ذاته هو أحد المساهمين الرئيسيين في الأعمال العنيفة لدى الأشخاص المصابين بجنون الارتياب، على الرغم من وجود الكثير من الجدال حول هذا الأمر أيضًا. أظهرت دراسات أخرى احتمالية وجود أنواع معينة فقط من الأوهام التي تعزز أي سلوكيات عنيفة، يبدو أن الأوهام الاضطهادية هي واحدة منها.
يبدو أن امتلاك مشاعر الامتعاض من الآخرين وعدم القدرة على فهم ما يشعر به الآخرون مرتبط بالعنف لدى الأفراد المصابين بجنون الارتياب. استند هذا إلى دراسة نظريات الفصام الارتيابي (أحد الاضطرابات النفسية الشائعة التي تظهر على أصحابها أعراض جنون الارتياب) الخاصة بقدرات العقل فيما يتعلق بالتعاطف. كشفت نتائج هذه الدراسة على وجه التحديد أنه على الرغم من أن المرضى العنيفين كانوا أكثر نجاحًا في نظرية المستوى الأعلى لمهام العقل، إلا أنهم لم يكونوا قادرين على تفسير عواطف أو ادعاءات الآخرين.

## الإدراك الاجتماعي لجنون الارتياب
اقترح البحث النفسي الاجتماعي شكلًا معتدلًا من إدراك جنون الارتياب، الإدراك الاجتماعي بجنون الارتياب، الذي ينبع من المحددات الاجتماعية بدرجة أكثر من الصراع النفسي الداخلي. ينص هذا المنظور على أنه في أشكال أخف حدة، قد يكون إدراك جنون الارتياب شائعًا جدًا بين الأفراد العاديين. على سبيل المثال، ليس من الغريب أن يختبر الناس في حياتهم اليومية أفكارًا مُتمحورة حولهم مثل اعتقاد أن الآخرين يتحدثون عنهم، والشك في نوايا الآخرين، وافتراضات سوء النية أو العداء تجاههم (أي قد يشعر الناس وكأن كل شيء يجري ضدهم). وفقًا لـ «كرامر»، (1998)، يمكن اعتبار هذه الأشكال الأخف من إدراك جنون الارتياب كاستجابة تكيفية للتعامل مع بيئة اجتماعية مزعجة ومهددة.
يجسد إدراك جنون الارتياب فكرة أن الوعي الذاتي المزعج قد يكون مرتبطًا بالموقف الذي يشغله الناس داخل النظام الاجتماعي. هذا الوعي الذاتي يفضي إلى وضع من اليقظة المفرطة والاجترار لمعالجة المعلومات الاجتماعية التي ستثير في النهاية مجموعة متنوعة من الأشكال الشبيهة بجنون الارتياب من سوء الفهم الاجتماعي وسوء التقدير. يحدد هذا النموذج أربعة مكونات ضرورية لفهم إدراك جنون الارتياب الاجتماعي: السوابق الظرفية، والوعي الذاتي المزعج، واليقظة المفرطة والاجترار، والتحيزات سريعة الحكم.